# جون كارني (سياسي)
جون كارني (بالإنجليزية: John Carney )‏ هو سياسي أمريكي عضو في الحزب الديمقراطي ولد في 20 مايو 1956،يشغل حالياً منصب حاكم ولاية ديلاوير.